# إدغار وينتيرز هيلير
إدغار وينتيرز هيلير (بالإنجليزية: Edgar Winters Hillyer)‏ هو قاضي ومحامي أمريكي، ولد في 3 ديسمبر 1830، وتوفي في 10 مايو 1882.